# 프리드리히 파인
프리드리히 파인(Friedrich Pein, 1915년 10월 20일 – 1975년 2월 14일)은 제2차 세계 대전 중 나치 독일의 독일 국방군 소속 오스트리아인 저격수였으며, 기사십자 철십자장을 수여받은 두 명의 저격수 중 한 명으로, 다른 한 명은 마테우스 헤첸아우어이다.
파인은 1938년 10월에 독일 국방군에 입대했다. 그는 동부 전선의 제6산악사단 제143 산악엽병연대에서 저격수로 복무했다. 1944년 초, 그는 제100엽병사단으로 전속되었다. 1945년 2월 28일, 그는 저격수로서 200번째 사살을 기록하여 기사십자 철십자장을 수여받았다.

## Awards
- 기사십자 철십자장 1945년 2월 28일, 2./예거-연대 227의 상급엽병 및 저격수로서[1]

### 인용
1. ↑  Scherzer 2007, p. 586.

### 참고 문헌
- Scherzer, Veit (2007). 《Die Ritterkreuzträger 1939–1945 Die Inhaber des Ritterkreuzes des Eisernen Kreuzes 1939 von Heer, Luftwaffe, Kriegsmarine, Waffen-SS, Volkssturm sowie mit Deutschland verbündeter Streitkräfte nach den Unterlagen des Bundesarchives》 [The Knight's Cross Bearers 1939–1945 The Holders of the Knight's Cross of the Iron Cross 1939 by Army, Air Force, Navy, Waffen-SS, Volkssturm and Allied Forces with Germany According to the Documents of the Federal Archives] (독일어). Jena, Germany: Scherzers Miltaer-Verlag. ISBN 978-3-938845-17-2.